# Ready an’ Willing
Ready an’ Willing – trzeci album muzyczny grupy rockowej Whitesnake wydany w maju 1980 roku.
W październiku 1981 za sprzedaż w Wielkiej Brytanii ponad 100 tys. egzemplarzy nagrania uzyskały certyfikat złotej płyty.

## Lista utworów
1. „Fool for Your Loving” (Coverdale, Moody, Marsden) – 4:17
2. „Sweet Talker” (Coverdale, Marsden) – 3:38
3. „Ready an’ Willing” (Coverdale, Moody, Neil Murray, Jon Lord, Ian Paice) – 3:44
4. „Carry Your Load” (Coverdale) – 4:06
5. „Blindman” (Coverdale) – 5:09
6. „Ain't Gonna Cry No More” (Coverdale, Moody) – 5:52
7. „Love Man” (Coverdale) – 5:04
8. „Black and Blue” (Coverdale, Moody) – 4:06
9. „She's a Woman” (Coverdale, Marsden) – 4:07

## Twórcy
- David Coverdale – wokal
- Micky Moody – gitara
- Bernie Marsden – gitara
- Neil Murray – bas
- Jon Lord – Keyboard
- Ian Paice – perkusja